# Kunstrulleskøjtning
Kunstrulleskøjtning er en sport. Det er ligesom kunstskøjtning på is bare i stedet med rulleskøjter i en normal hal. Det er ikke en særlig udbredt sport i Danmark. Der er kun 7 klubber som ligger i Frederikssund, Smørum, Næstved, Jyderup, Kalundborg,Knabstrup], Nørre Alslev og Horsens. I lande som Italien, Portugal, Argentina og Tyskland er det en meget stor sport hvor man skal igennem flere udtagelsesrunder for at komme med til f.eks.. EM og VM. Indenfor kunstrulleskøjtning er der forskellige discipliner. Til konkurrence får man to forskellige karakterer mellem 0 og 10. A karakteren er er for det tekniske og B karakteren er for det kunstneriske. Om det man løber passer og dragten passer til musikken osv.

## Udstyr
Man løber på de klassiske to to rulleskøjter med tåstød foran. Alle har en klubdragt som man har på til indmarch og eventuelt også til disciplinen figur. Når man løber solo har man sin egen dragt lavet efter musikken.

## Solo
Solo er en den mest normale form for kunstrulleskøjtning. Når man stiller op til et mesterskab som sololøber er man delt ind i rækker efter kunnen. Man starter som spirer. Derefter bliver man friløber, så begynder, så øved herefter er der forskellige rækker på samme niveau men i forskellige aldersgrupper. og til sidst bliver man junior og senior.
Der er mange forskellige spring. Her listet efter sværhedsgrad: tre-trins-spring, tålop, salcow, flip, lutz, lop, veksel, aksel, double-tålop, double-salcow, double-flip, double-lutz, double-lop, double-axel, triple-tålop osv...
Der er også forskellige piueter: tofods-, stå-, forlænsudvndig stå-, baglænsudvendig stå-, parallel- og sidepiruet.

## Figur
Figur er den mest tekniske form. Det foregår i tre cirkler på enten 5 eller 6 meter i diameter og i øjer (en cirkel der laver en "krølle" på halvvejen)
Det går ud på at man skal køre lige på stregerne. Det ser let ud men det er svært. Man skal køre med tilpas fart med samme tryk hele vejen og tryk et bestemt sted i skøjten. Der er nogle figurer hvor man skal lave 1 eller 2 vendinger.

## Show
Show er nok det mest underholdende. Der er forskellige slags show: soloshow, duo, 4 gruppe, lille gruppe og storgruppe. Show går ud på at fortælle en historie og at udtrykke sig ved hjælp af bevægelser. I et show må man ikke springe men må lave så mange slags piruetter man vil.
Det der kan få et show op på et højere niveau er trin og helst med en høj sværhedsgrad.

## Formation
Til formation er man et hold på mellem 16 0g 24 løbere. Det handler om at løbe synkront. Man laver cirkler, møllehjul(lang række der drejer rundt), Trehjul (tre rækker der drejer rundt ligesom vindmølle vinger), firhjul (fire rækker der drejer rundt ligesom vingerne på en mølle), pasager af alle slags (firepassage, skråpassage, trepassage, cirkelpassage osv...)og trin.
Man løber et program på mellem 4 min. og 50 sek. og 5 min. og 10 sek.
 Der er for få eller ingen kildehenvisninger i denne artikel, hvilket er et problem. Du kan hjælpe ved at angive troværdige kilder til de påstande, som fremføres i artiklen.